# Émile Leménil
Louis Marie Émile Leménil, est un architecte français, né à Paris 6e le 24 décembre 1832, et mort à Paris 17e le 12 avril 1923.
Il est le fils des comédiens Louis Leménil (1804-1872) et Elisa Gougibus (1806-1886) et le petit-fils du mime Gougibus (1767-1842).

## Biographie
Il est l'élève d'Hippolyte Lebas à l'école des beaux-arts de Paris.
En 1873 il construit les 19 bâtiments de la rue des Immeubles-Industriels pour le compte de la Compagnie anonyme des immeubles industriels du Faubourg Saint-Antoine. C'est un ensemble unique à Paris. Il cherchait à apporter une solution au problème du logement des ouvriers. Des ateliers sont prévus à l'entresol, au rez-de-chaussée et au premier étage, alimentés en énergie par une machine à vapeur de 200 CV construite par la Société J.F Cail & Cie. Les logements des ouvriers se trouvaient dans les étages supérieurs avec tout le confort. Cette opération est primée à l'exposition universelle de 1878.
Pour donner des œuvres de répertoire de Caf-Conc', Chéret lui commande en 1876 le théâtre des Bouffes du Nord. Pour dimininuer son coût de construction, l'architecte réutilise les fondations existantes d'un bâtiment qui n'avait pas été achevé. La même année il réalise une salle de billard au bord de la Seine à Chatou.
Quand en 1878 Antoine Herzog, un spéculateur immobilier, après avoir acheté des terrains entre le parc Monceau et la place Malesherbes, se lance dans la construction d'immeubles de rapport, il associe Émile Leménil dans la Compagnie des immeubles de la Plaine Monceau. Il participe alors à la construction d'une centaine d'immeubles après l'ouverture de la rue de Thann, de la rue de Phalsbourg et de la rue de Logelbach.
Il meurt le 12 avril 1923 en son domicile du 50 boulevard de Courcelles, en face de la rotonde du Parc Monceau, à Paris 17e.

## Réalisations
- Immeubles classés MH par arrêté du 23 juillet 1992 :
  - 1873 : ensemble de la rue des Immeubles-Industriels à Paris (11e) : cité industrielle, immeubles de bureaux et d'habitations no 1 à 16 et 2 à 17
  - 1873 : immeuble du 76, rue de Montreuil à Paris (11e)
  - 1874 : immeubles des no 262 à 266, Boulevard Voltaire à Paris (11e)
  - 1875 : immeubles des no 307 et 309, rue du Faubourg-Saint-Antoine à Paris (11e).
- Immeuble classé MH par arrêté du 30 avril 1993 :
  - 1876 : Théâtre des Bouffes du Nord, 37 bis, Boulevard de la Chapelle à Paris (10e).
- Immeubles non classés :
  - 1878 : ensemble des immeubles de la rue de Phalsbourg à Paris (17e)
  - 1878 : ensemble des immeubles de la rue de Thann à Paris (17e)
  - 1878 : ensemble des immeubles de la rue de Logelbach à Paris (17e)
  - 1882 : immeubles des 91, 93 et 95 rue Jouffroy d'Abbans à Paris (17e)

## Titres et décorations
- Chevalier de la Légion d'honneur au titre du Ministère de l'Intérieur (décret du 4 février 1875).